# مرسدس-بنز کلاس-سی‌ال
مرسدس بنز کلاس سی‌ال (Mercedes-Benz CL-Class) خودرویی است که از سال ۱۹۹۸ تا کنون در آلمان تولید شده‌است.
این خودرو در کلاس خودرو GT قرار گرفته، طراحی آن خودروهای موتور جلو-محور عقب بوده است.